# Patricio Rivas
Patricio Rivas (1810-1867) est un avocat et homme politique nicaraguayen appartenant au Parti libéral. Il a exercé les fonctions de directeur suprême, puis de président de la République du Nicaragua.

## Biographie
Patricio Rivas exerce d'abord brièvement la fonction intérimaire de Directeur suprême du Nicaragua du 30 juin au 27 juillet 1839, puis est élu un an plus tard au même poste du 21 septembre 1840 au 4 mars 1841.
En 1855, Patricio Rivas est désigné président provisoire à la suite d'un accord conclu à Granada entre le général Ponciano Corral et le mercenaire américain William Walker qui exerçait un contrôle de fait dans cette période troublée de guerre civile, . Cet accord est contesté par José María Estrada qui représente le Parti conservateur après la mort du président Fruto Chamorro le 12 mars.
Au début Rivas gouverne avec le soutien de Walker. Mais le président du Costa Rica, Juan Rafael Mora Porras, est hostile à la présence de mercenaires au Nicaragua. Ses troupes entrent au Nicaragua et battent celles de Walker à la bataille de Santa Rosa et à la première bataille de Rivas.
Entre-temps des élections sont organisées pour élire le nouveau président du Nicaragua. Patricio Rivas, Máximo Jerez Tellería et Trinidad Salazar s'y présentent, mais aucun n'obtient la majorité et le Congrès opte pour la candidature de Jerez. Opposé à ce choix, Walker en appelle à de nouvelles élections tandis que Rivas se désolidarise de Walker en s'enfuyant à León , puis à Chinandega. Walker remplace alors Rivas par un président à sa dévotion, Fermín Ferrer
Rivas reçoit l'appui des armées du Guatemala et du Salvador qui libèrent les villes de Masaya et de Granada. De son côté, le Costa Rica a expulsé Walker du bassin du fleuve San Juan. Walker capitule le 1er mai 1857 et le 24 juin la coprésidence, confiée à Máximo Jerez Tellería et Tomás Martínez Guerrero, conclut définitivement le gouvernement de Patricio Rivas.